# 奧克蘭號木殼外輪炮艇
奧克蘭號木殼外輪炮艇（H.C. Auckland）是英國東印度公司的一艘木殼明輪炮艇。它於1840年下水，曾參與第一次鴉片戰爭。

## 建造
本艦於1840年1月9日於孟買造船廠下水，註冊總噸946噸，220匹額定馬力的燃煤蒸汽機推動兩個明輪，靠縱帆航行時估計時速9-10節，裝備6門8吋滑膛前膛炮。

## 艦歷
1842年5月乍浦之戰後，本艦由R. Ethersey中校指揮，隨印度海軍後援艦隊抵達乍浦，於5月28日隨隊北上。本艦參與了7月的镇江之战。
本艦於1863年改為浮動炮臺，於1874年出售。

## 引用
1. ↑  Low（1877年），第135,138页
2. 1 2  . www.navypedia.org.
3. ↑  Low（1877年），第150页
4. ↑  Low（1877年），第154页